# Akademicka Orkiestra Symfoniczna (Bydgoszcz)

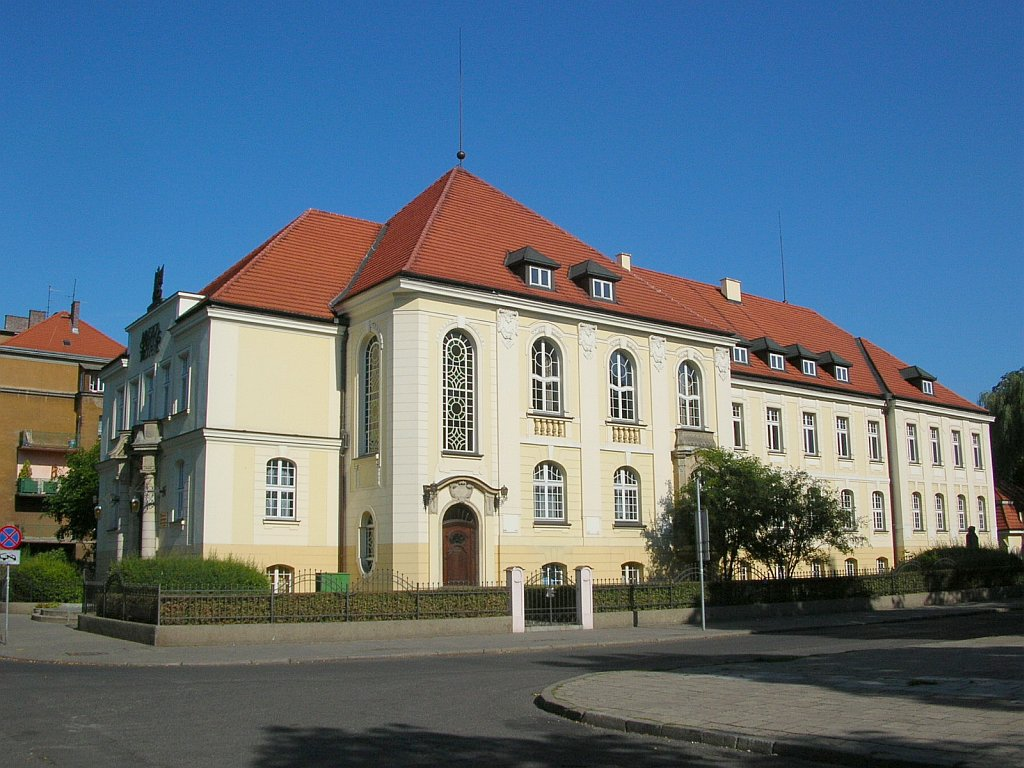
Budynek Akademii Muzycznej w Bydgoszczy

Akademicka Orkiestra Symfoniczna – studencka orkiestra symfoniczna, którą tworzą słuchacze Akademii Muzycznej im. Feliksa Nowowiejskiego w Bydgoszczy.

## Historia
Orkiestra powstała w 1976 r., u zarania działalności koncertowej uczelni, jako jeden z obowiązkowych w systemie kształcenia muzyków programów. Dyrygentami Akademickiej Orkiestry Symfonicznej byli: Szymon Kawalla, Zbigniew Staniszewski, Andrzej Knap, Wojciech Czapiel, Jerzy Salwarowski, Zdzisław Szostak, Warcisław Kunc, Zygmunt Rychert. Do 2004 r. zagrano koło 100 koncertów, podczas których prezentowane były m.in. symfonie i uwertury, muzyka operowa i operetkowa, kantaty i oratoria, wykonywane ze studenckimi chórami Akademii Muzycznej. Orkiestra towarzyszyła solistom-instrumentalistom i śpiewakom podczas ich dyplomowych koncertów, a także grała muzykę rozrywkową, filmową oraz jazz. Występowała z koncertami inaugurującymi festiwale, których współorganizatorem była bydgoska Akademia Muzyczna, jak np. Studencki Festiwal Forte Piano, czy Międzynarodowe Spotkania Chóralne „Arti et Amicitiae”. W 2003 r. występowała w sali Filharmonii Narodowej w Warszawie.

## Charakterystyka
Zespół tworzą studenci Wydziału Instrumentalnego Akademii Muzycznej w Bydgoszczy.
Prawie 90-osobowa orkiestra gra zróżnicowany repertuar. Jest to jedyna w regionie kujawsko-pomorskim studencka orkiestra symfoniczna. Stanowi konkurencyjny zespół symfoników w stosunku do Filharmonii Pomorskiej. Tradycyjnie w ciągu roku akademickiego odbywają się cztery koncerty Orkiestry Akademickiej, a także „Koncerty noworoczne” i „Karnawałowe”. 
Miejscem występów Akademickiej Orkiestry Symfonicznej jest sala koncertowa Filharmonii Pomorskiej, wnętrza bydgoskich kościołów, a także sale koncertowe Torunia i innych miejscowości regionu kujawsko-pomorskiego.